# Kalk
Ukoliko ste tražili članak o građevinskom materijalu pogledajte članak kreč.
Kalk (od francuskog calque — otisak) jeste termin koji se upotrebljava da označi stvaranje novih reči u jednom jeziku po ugledu na reči iz drugih jezika. Postoje kalkovi koji dosledno slede original i predstavljaju bukvalne prevode, kao i oni koji u sastavnim delovima sadrže odstupanje od uobičajenog značenja reči, što ukazuje na njihovo strano poreklo. U većini slučajeva kalk se veoma dobro uklapa u strukturu jezika, tako da jedino istorijski podaci mogu pružiti dokaze o stranom poreklu, poput imenice natčovek, nastale prevodom nemačkog termina Übermensch koji je skovao Fridrih Niče (Friedrich Nietzsche). Kalk se još deli i na takozvani semantički i sintaktički kalk.

## Nastajanje kalkova
Jedan od primera nastajanja kalkova je pojava prvih zgrada sa velikim brojem spratova u SAD krajem 19. veka. Amerikanci su ih nazvali sky-scrapers (sky — nebo i scrape — derati). Kao kalk ove reči pojavile su se slične složenice i u ostalim jezicima, poput srpske reči neboder. Nemačka verzija bila je slobodnije prevedena, pa je tako reč nebo zamenjena sa reči oblak čime je dobijena reč Wolkenkratzer, što u doslovnom prevodu na srpski daje novi kalk — oblakoder.
Na prethodnom primeru se uočava da kalkovi često stvaraju čitave lance između različitih jezika. Taj proces započet je još u starom veku kada su grčke reči poslužile kao obrasci za stvaranje novih reči u latinskom. Zatim su te latinske reči u novije vreme prevedene na velike evropske jezike (prvenstveno nemački i francuski) da bi zatim preko njih dospele i u jezike njihovih suseda.

## Semantički kalk
Semantički kalk predstavlja pozajmljivanje značenja, kada već postojeća reč u nekom jeziku dobije novo značenje po uzoru na neku stranu reč. Na primer srpska reč  zvezda, koja je prvobitno označavala samo nebesko telo, poprimila je i značenje popularne javne ličnosti, po uzoru na englesku reč star. Još neki od primera su politički izrazi levica i desnica, nastali po uzoru na francuske reči droite i gauche, koje su ovo novo značenje poprimile u doba Francuske revolucije.

## Sintaktički kalk
Sintaktički ili frazeološki kalk je kalk koji obuhvata duži izraz ili rečenični obrt. Na primer, izraz došao je k sebi (u značenju osvestio se ili pribrao se) nastao je u srpskom jeziku pod uticajem nemačkog. Još neki od primera sintaktičkog kalka u srpskom jeziku, nastalih pod uticajem nemačkog i drugih evropskih jezika, su postaviti pitanje, uzimati u obzir, imati smisla za nešto, još uvek itd.

## Literatura
- Клајн, Иван (2007). Испеци па реци (3. изд.). Нови Сад: ИК Прометеј.  978-86-515-0130-5.